# Rugby a 15 nel 1966

## Attività internazionale

### Altri test match ufficiali
| Göteborg 25 settembre 1966 | Svezia | 18 – 0 | Danimarca |  |

| L'Aia 23 ottobre 1966 | Paesi Bassi | 0 – 12 | Germania |  |

| Eskilistuna 23 ottobre 1966 | Svezia | 12 – 12 | Polonia |  |

| Bangkok 1966 | Thailandia | 3 – 16 | Malaysia |  |

### Test semiufficiali
| Prato 31 dicembre 1966 | Italia XV | 9 – 6 | Polonia |  |

### Altri match
| Bruxelles 2 marzo 1966 | Belgio | 17 – 14 | Royal Air Force |  |

| Bruxelles 8 maggio 1966 | Belgio | 3 – 62 | Middlesex |  |

| Francoforte sul Meno 23 ottobre 1966 | Assia | 14 – 0 | Belgio |  |

| Obourg 11 novembre 1966 | Fiandre | 6 – 6 | Belgio |  |

## La nazionale italiana
L'Italia si classificò seconda alla Coppa delle Nazioni 1965-66 alle spalle della Francia, che nel primo incontro vinse 21-0 a Napoli.
La squadra era stata affidata a Gianni del Bono, che continuò la sua opera di ringiovanimento, La Francia travolse gli azzurri come l'anno prima a Pau (5 mete a 0) anche per il poco affiatamento tra i giocatori italiani. Prosegue l'epoca nera per il rugby azzurro che durerà oltre 10 anni.
Anche con la Germania a Berlino si fallisce la vittoria e solo la sorprendente vittoria finale contro la Romania a L'Aquila salva il torneo degli azzurri.
| Arbitro: | Brooke |

| |            | |
| | Marcatori  | 32' m. Mazo tr. Lacaze 37 ' drop Lacaze 40' m. Lagrange 52' m. Dauga tr Lacaze 71' m. Darnouy tr. Lacaze |
| 15 Ettore Giugovaz 14 Giorgio Troncon, 11 Vittorio Ambron 13 Andrea d'Alberton, 12 Roberto Luise III 10 Francesco Soro II, 9 Elio Fusco 8 Antonio di Zitti (c), 7 Giancarlo Degli Antoni, 6 Marco Bollesan 5 Franco Piccinini, 4 Ivo Mazzucchelli 3 Enzo Bellinazzo, 2 Oreste Vene', 1 Franco Mazzantini | Formazioni | 15 Claude Lacaze 14 Bernard Duprat, 11 Christian Darrouy 13 Jo Maso, 12 Jean-Claude Lagrange 10 Jean-Claude Roques, 9 Marcel Puget 8 Andre Herrero, 7 Michel Crauste (c), 6 Jean-Joseph Rupert 5 Walter Spanghero, 4 Benoit Dauga 3 Arnaldo Gruarin, 2 Jean-Michel Cabanier, 1 Jean-Claude Berejnoi |

| Arbitro: | Lacroix |

|                    |           |                   |
| 49 c.p. Dannenberg | Marcatori | 30' c.p. Di Zitti |

| Arbitro: | Cuny |

| |            | |
| 78' c.p. Ambron | Marcatori  | |
| 15.Luciano Modonesi 14.Giorgio Troncon, 11.Vittorio Ambron 13.Gastone Giani, 12.Andrea d'Alberton 10.Francesco Soro II, 9.Umberto Conforto 8.Franco Zani, 7.Giancarlo Degli Antoni, 6.Loreto Cucchiarelli 5.Antonio di Zitti (c), 4.Ivo Mazzucchelli 3.Enzo Bellinazzo, 2.Lucio Avigo, 1.Carlo Prosperini | Formazioni | 15.A. Penciu 14.Vasile Dragomir, 11.Paul Ciobanel 13.Gheorghie Nica, 12.Valeriu Irimescu 10.M. Wusek, 9.Adrian Mateescu 8.Radu Demian, 7.Gheorgie Rascanu, 6.Ion Tutuianu 5.Mircea Rusu, 4.Vasile Rusu 3.Gheorghie Stoica, 2.Alexandru Ionescu, 1.Constantin Dinu |

| Prato 31 dicembre 1966 | Italia | 9 – 6 | Polonia |  |

## Barbarians
Nel 1966 la squadra a inviti dei Barbarians ha disputato i seguenti incontri:
| Northampton 3 marzo 1966 | East Midlands | 9 – 19 | Barbarians |  |

| Leicester 27 dicembre 1966 | Leicester Tigers | 14 – 3 | Barbarians | Welford Road |

## Campionati nazionali
| Sudafrica            | Currie Cup              | Western Province             |
| Nuovo Galles del Sud | Shute Shield            | Randwick                     |
| Argentina            | Camp. di Buenos Aires   | Belgrano Athletic Club       |
|                      | Argentino 1966          | Buenos Aires                 |
| Francia              | Campionato 65-66        | Agen                         |
|                      | Challenge du Manoir     | Lourdes                      |
| Inghilterra          | Campionato delle Contee | Middlesex                    |
| Irlanda              | Interprovinciale        | Munster Rugby e Ulster Rugby |
| Italia               | Campionato              | Partenope Napoli             |
| Romania              | Campionato              | Grivitzia Rosie              |
| Portogallo           | Coppa                   | Benfica                      |
| Spagna               | Copa del Rey            | Real Canoe                   |
| Canada               | Interprovinciale        | British Columbia             |
| Brasile              | Campionato              | São Paulo Athletic Club      |
| Unione Sovietica     | Campionato              | MVTU                         |